# Jacobs Center for Productive Youth Development
Das Jacobs Center for Productive Youth Development (kurz «Jacobs Center») ist ein wissenschaftliches Forschungszentrum an der Universität Zürich, das sich auf Kinder- und Jugendforschung konzentriert. Das Zentrum ist ein Joint Venture zwischen der Universität Zürich und der Jacobs Foundation.

## Organisation
Das Jacobs Center wurde 2003 von der Soziologin Marlis Buchmann gegründet und beherbergt seitdem ihre Studie COCON (Competence and Context) zur Jugend in der Schweiz. 2015 wurde es neu konzipiert und mit einer interdisziplinären Ausrichtung stark vergrössert.
Das Jacobs Center erforscht interdisziplinär, wie soziale, psychologische, ökonomische und biologische bzw. neurobiologische Faktoren während der Entwicklung von Kindern und Jugendlichen miteinander interagieren. Die dabei gewonnenen Erkenntnisse sollen genutzt werden können, um diese Entwicklung zu fördern, Entwicklungshindernisse zu vermeiden oder zu überwinden.
Die Forschungsschwerpunkte des Jacobs Centers umfassen vor allem die Bereiche Soziale Genomik, Risiko und Resilienz, Developmental Neuroscience und Bildungsökonomik.
Am Jacobs Center werden zudem mehrere grossangelegte Längsschnittsstudien Schweizer Jugendlicher durchgeführt: z-proso und COCON.